# Stanisław Gargulski
Stanisław Szczepan Gargulski (ur. 17 listopada 1828 w Warszawie, zm. 15 września 1897 tamże) – pisarz, pedagog, autor podręczników szkolnych, przełożony szkół prywatnych.
Urodził się w rodzinie nauczycielskiej. Był synem Kazimierza Gargulskiego i Franciszki Tekli z Choińskich.
Kształcił się w Warszawie, następnie został nauczycielem miejscowych szkół. W latach 60. XIX wieku pracował w szkole elementarnej w Czechach koło Garwolina. Po powrocie do Warszawy w 1870 roku otworzył prywatną jednoklasową szkołę męską, która w kolejnych latach zwiększała zakres nauczania, by ostatecznie stać się czteroklasową szkołą realną (1879).
Już na początku lat 50. XIX wieku Stanisław Gargulski podjął działalność publicystyczną. Był między innymi autorem podręczników: Gramatyka francuska w metodzie tabelarycznej (1850), Nauka poprawnego wymawiania głosek ł, r, rz, h, ch, zwłaszcza dla cudzoziemców, pragnących mówić czysto po polsku, i środków przeciw seplenieniu (1851), Gramatyka języka polskiego dla użytku młodzieży (1879), Opisanie ziemi w figurach, rycinach i mapkach (1882). Publikował artykuły i powieści w czasopismach: „Przyjaciel Dzieci”, „Kłosy” (między innymi Szkice charakterystyczne), „Kurier Codzienny”, „Opiekun Domowy”, „Kółko Domowe” (powieść Bohaterowie dni naszych).
Zmarł w wieku 69 lat. Pochowany został w grobowcu rodzinnym na cmentarzu Powązkowskim.
Z małżeństwa z Ludwiką Kasyldą Węglowską (1842-1910) pozostawił córkę Helenę Albinę (1863-1915) zamężną Szczekowską oraz dwóch synów: Wacława Rudolfa (1861-1904) i Leona (1869-?).